# Adel Ibrahim
Adel Ibrahim Ismail (in arabo عادل ابراهيم اسماعيل‎?; 28 marzo 1951) è un ex cestista egiziano.

## Carriera
Con l'Egitto ha disputato i Giochi olimpici di Monaco 1972.